# ピュリキオス
ピュリキオス（古代ギリシア語: πυρρίχιος / pyrrhichios、または δίβραχυς ディブラキュス）は、西洋古典詩の韻脚のひとつ。短短格とも呼ばれる。近代西洋詩では、音節の長短をアクセントの強弱に置き換えて、2つのアクセントの弱い音節続く脚構成に用いられる（弱弱格と訳される）。英語ではピリック（pyrrhic または dibrach）と呼ばれる。
同様に短（弱）が3音節続くものをトリブラキュス（τρίβραχυς）、4音節続くものをプロケレウスマティコス（προκελευσματικός）と呼ぶ。
アルフレッド・テニスンはピュリキオスとスポンデイオスを頻繁に使った。以下、その例である（『In Memoriam A.H.H.』1849年）。
Be near me when my light is low,

When the blood creeps and the nerves prick

And tingle; and the heart is sick, 

And all the wheels of Being slow. 
-from In Memoriam.
2番目の行の「When the」、「and the」、3番目の行の「-le; and」がピュリキオスである。
ピュリキオスは単独では詩に使われない。単調な効果を生むからである。